# RC Villebon 91
RC Villebon 91 var en volleybollklubb från Villebon-sur-Yvette. Klubben grundades 1992 i partnerskap med Racing Club de France, ett partnerskap som pågick fram till 1999.
Laget vann franska cupen en gång (2002) och var finalist i franska mästerskapet fem gånger (2000, 2001, 2002, 2003 och 2005). Klubben är den enda franska klubb som lyckats vinna CEV Cup, vilket de gjorde 2003 (turneringen kallades då ' Top Teams Cup'). Från mitten av 2000-talet hamnade klubben i ekonomiska svårigheter och 2009 gick den i konkurs. En ny klubb, AS Villebon Volley grundas för att föra klubbens tradition vidare.